# Стрёмгрен (лунный кратер)
Кратер Стрёмгрен (лат. Strömgren) — крупный древний ударный кратер в южном полушарии обратной стороны Луны. Название присвоено в честь шведско-датского астронома Сванте Стрёмгрена (1870—1947) и утверждено Международным астрономическим союзом в 1970 г. Образование кратера относится к нектарскому периоду.

## Описание кратера
Ближайшими соседями кратера являются кратер Белопольский на северо-востоке; кратер Герасимович на востоке и кратер Пален на юге. Селенографические координаты центра кратера 21°44′ ю. ш. 132°22′ з. д. / 21,74° ю. ш. 132,37° з. д., диаметр 62,2 км, глубина 2,7 км.
Кратер Стрёмгрен имеет близкую к циркулярной форму с небольшими выступами в северно-северо-восточной, юго-восточной и юго-западной части; значительно разрушен. Вал сглажен, восточная часть вала перекрыта приметным кратером, южная часть внешнего склона вала отмечена скоплением маленьких кратеров. Высота вала над окружающей местностью достигает 1220 м, объём кратера составляет приблизительно 3200 км³. Дно чаши кратера относительно ровное, в западной части чаши расположено три кратера. Восточная часть вала наиболее крупного из этих кратеров образует хребет, тянущийся с юга на север.

## Сателлитные кратеры
| Стрёмгрен | Координаты                                              | Диаметр, км |
| --------- | ------------------------------------------------------- | ----------- |
| A         | 17°56′ ю. ш. 131°49′ з. д. / 17,93° ю. ш. 131,82° з. д. | 50,8        |
| X         | 17°22′ ю. ш. 134°44′ з. д. / 17,36° ю. ш. 134,73° з. д. | 42,5        |

- Образование сателлитных кратеров Стрёмгрен A и X относится к нектарскому периоду[1].